# Woorim
Woorim är en del av en befolkad plats i Australien. Den ligger i kommunen Moreton Bay och delstaten Queensland, omkring 48 kilometer norr om delstatshuvudstaden Brisbane.
Närmaste större samhälle är Bongaree, nära Woorim. 
Genomsnittlig årsnederbörd är 1 434 millimeter. Den regnigaste månaden är januari, med i genomsnitt 283 mm nederbörd, och den torraste är oktober, med 22 mm nederbörd.